# Янгода (приток Агапы)
Янгода (также Джангода) — река в Таймырском Долгано-Ненецком районе Красноярского края России, правый приток Агапы. Длина реки — 257 км, площадь водосборного бассейна — 6610 км².
Река вытекает из небольшого безымянного озера на юго-западе Северо-Сибирской низменности на высоте более 66 м над уровнем моря. В верховьях течёт преимущественно в северо-восточном направлении, которое последовательно меняется на восточное, северо-восточное и северное. В среднем течении русло расширяется до 122 м. В бассейне ландшафт представляет собой арктическую тундру, большое число некрупных озёр. Берега часто заболоченные или песчаные, редко — обрывистые. Впадает в Агапу справа в 13 км от ее устья, в районе Безымянных озёр, на высоте менее 13 м над уровнем моря. В нижнем течении ширина русла 85 м при глубине 1,5 м, скорость течения перед устьем — 0,5 м/с.

## Основные притоки
Указаны поименованные притоки длиной 30 км и более.
| Название    | Расстояние от устья | Длина | Положение |
| ----------- | ------------------- | ----- | --------- |
| Тунага      | 23                  | 56    | левый     |
| Дана        | 32                  | 32    | левый     |
| Юдыта       | 51                  | 47    | левый     |
| Буро        | 82                  | 125   | левый     |
| Мулэдесэлыр | 121                 | 51    | правый    |
| Сюдабигай   | 141                 | 60    | правый    |
| Сырутабигай | 151                 | 38    | правый    |
| Диямут      | 186                 | 60    | правый    |
| Депторама   | 192                 | 49    | левый     |

## Данные водного реестра
По данным государственного водного реестра России и геоинформационной системы водохозяйственного районирования территории РФ, подготовленной Федеральным агентством водных ресурсов:
- Бассейновый округ — Енисейский
- Речной бассейн — Пясина
- Речной подбассейн — нет
- Водохозяйственный участок — Пясина и другие реки бассейна Карского моря от восточной границы бассейна Енисейского залива до западной границы бассейна реки Каменная
- Код объекта в государственном водном реестре — 17020000112116100125768[5].